# Dietmar Rieger
Dietmar Rieger (* 19. September 1942 in Ludwigshafen am Rhein) ist ein deutscher Romanist und Literaturwissenschaftler.

## Leben
Dietmar Rieger studierte Romanistik, Germanistik und Philosophie an der Universität Heidelberg. Von Anfang an bildete die Literatur des Mittelalters einen Schwerpunkt. Zu seinen Lehrern zählten unter anderem Erich Köhler, Kurt Baldinger, Arthur Henkel, Peter Wapnewski und Hans-Georg Gadamer.
1966 wurde Rieger wissenschaftlicher Assistent von Erich Köhler. Rieger promovierte 1969 in Heidelberg mit einer Dissertation über den Erzähler Jacques Cazotte. 1974 habilitierte er sich in Freiburg im Breisgau zum Thema Gattungen und Gattungsbezeichnungen der Trobadorlyrik und wurde 1975 ordentlicher Professor für romanische Literaturwissenschaft an der Universität Gießen und Direktor der dortigen Abteilung für Literaturwissenschaft. 1977 war er Mitbegründer und bis 2023 Mitherausgeber der Romanistischen Zeitschrift für Literaturgeschichte/Cahiers d'Histoire des Littératures Romanes. 1980 lehnte er einen Ruf auf die Position eines „professeur ordinaire“ der Universität Lausanne ab, 1991 auch die Rufe auf romanistische Lehrstühle der Universitäten Freiburg und Tübingen. 1992 ging Rieger für eine Gastprofessur an die University of Wisconsin, Madison. Seit 2010 ist Rieger emeritiert. 2012 wurde ihm die Ehrendoktorwürde der Universität Orléans verliehen.
Dietmar Rieger war Geschäftsführender Direktor und Dekan, Europabeauftragter seines Fachbereichs und Direktoriumsmitglied des Gießener Graduiertenzentrums Kulturwissenschaften. Beteiligt war er als Direktoriumsmitglied am „Gießener Graduiertenzentrums Kulturwissenschaften“ und Mitglied des Graduiertenkollegs „Klassizismus und Romantik“ und des Graduiertenkollegs „Transnationale Medienereignisse“. Er war stellvertretender Sprecher und Teilprojektleiter im Sonderforschungsbereich Erinnerungskulturen und Principal Investigator des Giessen Center for the Study of Culture.
Dietmar Riegers wissenschaftliche Interessen gelten insbesondere der französischen und italienischen Literatur der Neuzeit, außerdem der Mediävistik, hierbei vor allem der Okzitanistik. Forschungs- und Themenschwerpunkte sind Romanistische Fachgeschichte, Französische Literatur der Aufklärung und der Revolution, Emigrationsliteratur, Mittelalterliche Lyrik und Artusroman, Das französische Chanson und seine Geschichte, Mythen- und Stoffgeschichte (Jeanne d’Arc, Don Juan), Literatur und Gewalt, Opernlibretti, Imaginäre Bibliotheken, Literatur und soziale Realität im 19. Jahrhundert, Literatur der Résistance und der Resistenza.
Vgl. Dietmar Rieger, „Von der Aufklärung zum Mittelalter und zurück“, in: Klaus-Dieter Ertler (Hg.), Romanistik als Passion. Sternstunden der neueren Fachgeschichte IV, Wien: LIT, 2015, S. 267–283.

## Buchpublikationen
- Jacques Cazotte: Ein Beitrag zur erzählenden Literatur des 18. Jahrhunderts. Dissertation. Heidelberg: Winter 1969.
- Der „vers de dreyt nien“ Wilhelms IX. von Aquitanien: rätselhaftes Gedicht oder Rätselgedicht? Untersuchung zu einem ,Schlüsselgedichtʻ der Trobador-lyrik. Heidelberg: Winter 1975.
- Gattungen und Gattungsbezeichnungen der Trobadorlyrik. Untersuchungen zum altprovenzalischen Sirventes. Habilitationsschrift. Tübingen: Niemeyer 1976.
- Diogenes als Lumpensammler. Materialien zu einer Gestalt der französischen Literatur des 19. Jahrhunderts. München: Fink 1982.
- Béranger in der Provinz oder „Chantons la liberté!“. Ein oppositioneller Chansonnier der Julimonarchie und des Second Empire. Heidelberg: Winter 1986.
- (Hg.): Grundriß der romanischen Literaturen des Mittelalters (Les genres lyriques). Heidelberg: Winter 1990, vol. II/1, fasc. 7.
- „Poesia“ und „Pazzia“. Giuseppe Compagnonis romantische Tasso-Fälschung („Le Veglie di Tasso“). Heidelberg: Winter 1992.
- Die Nachtigall mit der Adlersklaue. Bérangers Lieder in deutschen Übersetzungen (1822–1904). Tübingen: Narr 1993.
- Johann Valentin Adrian. Universitätsprofessor und „homme de lettres“. Ein Kapitel aus der Frühgeschichte der Romanistik. Bonn: Romanistischer Verlag 1993.
- Dynamique sociale et formes littéraires. De la société de cour à la misère des grandes villes. Tübingen: Narr 1997.
- Chanter et Dire. Études sur la littérature du Moyen Age. Paris: Champion 1997.
- Imaginäre Bibliotheken. Bücherwelten in der Literatur. München: Fink 2002.
- Von der Minne zum Kommerz. Eine Geschichte des französischen Chansons bis zum Ausgang des 19. Jahrhunderts. Tübingen: Narr 2005.
- Guenièvre: Reine de Logres, Dame courtoise, Femme adultère. Paris: Klincksieck 2009.
- Esclarzir paraul’escura. Regards sur la diversité des lettres médiévales. Paris: Classiques Garnier 2017.

## Texteditionen und Herausgaben
- Ed. Marie de France, Die Lais, übersetzt, mit einer Einleitung, einer Bibliographie sowie Anmerkungen versehen. München: Fink 1980 (Klassische Texte des Romanischen Mittelalters 19).
- Ed. Mittelalterliche Lyrik Frankreichs. Zweisprachige Anthologie mit Kommentaren und Übersetzungsanmerkungen. Stuttgart: Reclam, I: Lieder der Trobadors, 1980, II: Lieder der Trouvères, 1983.
- Herausgabe, mit Henning Krauß: Erich Köhler, Vorlesungen zur Geschichte der französischen Literatur. Stuttgart: Kohlhammer: Klassik (3 Bde.), Aufklärung (3 Bde.), 1983–1984; Mittelalter (2 Bde.), 1985; 19. Jahrhundert (3 Bde.), 1987.
- Herausgabe: Das französische Theater des 18. Jahrhunderts, Wege der Forschung. Darmstadt: Wiss. Buchgesellschaft 1984.
- Herausgabe, mit Henning Krauß: Mittelalterstudien. Erich Köhler zum Gedenken. Heidelberg: Winter 1984 (Studia Romanica 55).
- Herausgabe: Die französische Erzählkunst des 17. Jahrhunderts, Wege der Forschung. Darmstadt: Wiss. Buchgesellschaft 1984.
- Ed. Französische Chansons von Béranger bis Barbara, zweisprachige Anthologie mit Kommentaren. Nachwort: Das französische Chanson der Moderne - Definitions- und Abgrenzungsprobleme. Stuttgart: Reclam 1987.
- Herausgabe: Grundriss der romanischen Literaturen des Mittelalters (Les genres lyriques), vol. II/1, fasc. 3. Heidelberg: Winter 1987.
- Herausgabe: La chanson française et son histoire. Tübingen: Gunter Narr 1988 (études littéraires françaises 39).
- Herausgabe: Grundriss der romanischen Literaturen des Mittelalters (Les genres lyriques), vol. II/1, fasc. 7. Heidelberg: Winter 1990.
- Ed. Giuseppe Compagnoni, Le Veglie di Tasso. Roma: Salerno Editrice 1992 (Omikron 43).
- Herausgabe: 18. Jahrhundert. Roman (Reihe „Französische Literatur“). Tübingen: Stauffenburg 2000.
- Herausgabe: 18. Jahrhundert. Theater, Conte Philosophique und Philosophisches Schrifttum (Reihe „Französische Literatur“). Tübingen: Stauffenburg 2001.
- Herausgabe, mit Gabriele Vickermann-Ribémont: Dialog und Dialogizität im Zeichen der Aufklärung. Tübingen: Gunter Narr 2003.
- Herausgabe (mit Klaudia Knabel und Stephanie Wodianka) von: Nationale Mythen – Kollektive Symbole. Funktionen, Konstruktionen und Medien der Erinnerung. Göttingen: Vandenhoeck & Ruprecht 2005 (Formen der Erinnerung 23).
- Herausgabe, mit Stephanie Wodianka: Mythosaktualisierungen. Tradierungs- und Generierungspotentiale einer alten Erinnerungsform. Berlin-New York: Walter de Gruyter 2006.
- Herausgabe, mit Kirsten Dickhaut: Liebe und Emergenz. Neue Modelle des Affektbegreifens im französischen Kulturgedächtnis um 1700. Tübingen: Niemeyer 2006.

## Ehrungen
- Verleihung der Ehrendoktorwürde der Universität von Orléans in einem Festakt am 15. März 2012. Mit der Verleihung würdigte die Universität Orléans Riegers Forschungen zur Rezeptionsgeschichte der ‚Pucelle d’Orléans‘ in der Moderne, seine Arbeiten zur Erinnerungskultur, sowie seine mediävistischen und okzitanistischen Forschungen (https://www.uni-giessen.de/de/ueber-uns/pressestelle/pm/pm42-12).
- Bernard Ribémont, Normes et transgression, Préface von Dietmar Rieger, Esclarzir paraul’escura. Regards sur la diversité des lettres médiévales, Paris : Garnier 2016, S. 11–20.

## Festschriften
- Anne Amend-Söchting, Kirsten Dickhaut, Walburga Hülk, Klaudia Knabel, Gabriele Vickermann (Hrsg.), Das Schöne im Wirklichen - das Wirkliche im Schönen: Festschrift für Dietmar Rieger zum 60. Geburtstag, Heidelberg: Winter 2002 (Studia Romanica 110).
- Kirsten Dickhaut, Stephanie Wodianka (Hrsg.), Geschichte – Erinnerung – Ästhetik. Akten des Festkolloquiums zum 65. Geburtstag von Dietmar Rieger, Tübingen: Narr-Francke 2010 (Attempto).
- Anna Isabel Wörsdörfer, Kirsten Dickhaut, Walburga Hülk, Gabriele Vickermann-Ribémont, Stephanie Wodianka (Hrsg.), Sur les chemins de l'amitié. Beiträge zur französischen Literaturgeschichte. Freundesgabe für Dietmar Rieger, Wiesbaden: Harrassowitz 2017 (culturae - intermedialität und historische anthropologie 17).